# 豊島まさみ
豊島 まさみ（とよしま まさみ、1965年4月24日 - ）は、日本の声優、女優。81プロデュース所属。東京都出身。本名は豊島 正美（読み同じ）。

## 経歴
東邦大学卒業。
以前はカメレオンハウス、芹川事務所に所属していた。

## 人物
アニメ、テレビなどで活躍している。
特技は弓道、殺陣、日本舞踊。

## 出演

### テレビアニメ
1990年
- 楽しいムーミン一家（1990年 - 1991年、子供B 他）

1991年
- 楽しいムーミン一家 冒険日記（御先祖、村人、ヘルムント）
- らんま1/2 熱闘編（ゆか、女生徒）

1992年
- クッキングパパ（花岡先生）
- 姫ちゃんのリボン

1993年
- カリメロ（子供達）

1994年
- D・N・A² 〜何処かで失くしたあいつのアイツ〜（先生）

1995年
- あずきちゃん（トモの母）
- それいけ!アンパンマン（1995年 - 1996年、おかゆちゃん〈初代〉、シロップちゃん〈初代〉）

1996年
- 少年サンタの大冒険!（ジュン）
- 爆走兄弟レッツ&ゴー!! / WGP（1996年 - 1997年、アキラの母、正徳、リーチ、ポン） - 2シリーズ

1997年
- HAUNTEDじゃんくしょん（女B）
- ポケットモンスター（1997年 - 2002年、ハナコ）

1998年
- ジェネレイターガウル（恵子）
- Night Walker -真夜中の探偵-（理保の母）

1999年
- 金田一少年の事件簿（男の子A）
- 星界の紋章（フェグダクペ・ルルネ）
- セラフィムコール（初摘の母）
- 仙界伝 封神演義（殷洪〈幼年期〉）
- 爆球連発!!スーパービーダマン（少年、中尊寺ミキ）
- 名探偵コナン（三井美香）

2001年
- 地球少女アルジュナ（TVキャスターの声、TVの声）

2003年
- 時空冒険記ゼントリックス（シルバー01）
- ポケットモンスター サイドストーリー（ハナコ）

2004年
- 忘却の旋律（鹿川・母）

2005年
- いちご100%（西野の母）
- ポケットモンスター アドバンスジェネレーション（2005年 - 2006年、ハナコ）

2006年
- ポケットモンスター ダイヤモンド&パール（ハナコ）
- RED GARDEN（ローズの母）

2009年
- リストランテ・パラディーゾ（アンジェラ）

2010年
- ポケットモンスター ベストウイッシュ（2010年 - 2013年、ハナコ） - 2シリーズ

2016年
- ポケットモンスター XY&Z（ハナコ）
- ポケットモンスター サン&ムーン（2016年 - 2019年、ハナコ）

2019年
- ポケットモンスター（2019年 - 2023年、ハナコ） - 2シリーズ + 特別編

### 劇場アニメ
- AKIRA（1988年）
- 劇場版ポケットモンスター 幻のポケモン ルギア爆誕（1999年、ママ）
- 劇場版ポケットモンスター 結晶塔の帝王 ENTEI（2000年、ママ）
- 劇場版ポケットモンスター キミにきめた!（2017年、ハナコ）
- 劇場版ポケットモンスター ココ（2020年、ハナコ）

### OVA
- しあわせのかたち（1990年、ミジピン1号、小美人A）
- Licca ふしぎな不思議なユーニア物語
- 有閑倶楽部2 香港より愛をこめて（1992年）
- コズミック・ファンタジー 銀河女豹の罠（1994年）
- らんま1/2 SUPER ああ呪いの破恋洞! 我が愛は永遠に（1995年）
- タトゥーン★マスター（1996年）
- TWIN SIGNAL（1996年、フラッグ）
- だるまちゃんとてんぐちゃん（2000年、だるま子ちゃん）
- だるまちゃんととらのこちゃん（2000年、だるま子ちゃん）
- エイリアン9（2001年、川村俊子、くみの母）

### 吹き替え（アニメ）
- アイアンマン
- リトル・マーメイド[11][12]

### テレビドラマ
- 腕におぼえあり
- 君の名は
- ひらり
- 松本清張作家活動40年記念ドラマスペシャル・一年半待て

### テレビ番組
- ひとりでできるもん!どきドキキッチン（母親）

### 特撮
- 有言実行三姉妹シュシュトリアン 第21話「いじけたジューサー」（電化製品）

### その他コンテンツ
- 日韓トンネル・国際ハイウエイ紹介ビデオ　ユーラシア大陸20000Kmの旅（女の子）

### シリーズ一覧
1. ↑  『ポケットモンスター』（2019年 - 2022年）、特別編『遥かなる青い空』（2022年）、『めざせポケモンマスター』（2023年）